# Don't Miss
«Don't Miss» — пісня американського репера King Von з його третього студійного альбому, другого посмертного, Grandson, виданого 14 липня 2023 р. на лейблах Only the Family та Empire Distribution. Оригінальна версія має також куплети YoungginFrmDaJetz та DqFrmDaO.

## Відеокліп
13 липня 2023 року на офіційній сторінці виконавця в Instagram оголосили, що наступного дня вийде кліп. Прем'єра відбулась одночасно з виходом альбому. У відео присутній Вон із двома своїми друзями з O'Block, DQ та Youngin. Локацією стала християнська церква, ймовірно на похороні, де показано порожню труну з квіткою всередині.

## Чартові позиції
| Чарт (2023)                                  | Найвища позиція |
| -------------------------------------------- | --------------- |
| Нова Зеландія New Zealand Hot Singles (RMNZ) | 36              |
| США (Hot R&B/Hip-Hop Songs) (Billboard)      | 42              |